# Andragógia
Az andragógia a felnőttképzés tudománya; a felnőttek iskolai és iskolán kívüli nevelésének, oktatásának, képzésének cél- és feladatrendszerét, alapelemeit, folyamatának szabályszerűségeit és sajátosságait, forma-, módszer- és eszközrendszerét kutató tudomány. Tágabb értelemben a művelődés területe is ide tartozik, mint a nem formális tanulás területe. Még tágabban nézve a mindennapi impulzusok és hatások, gyakorlatok, tapasztalatok az informális tanulásként szintén az andragógia területéhez tartozik. Interdiszciplináris tudomány: tételeinek többsége más tudományok eredményére támaszkodik (pedagógia, pszichológia, szociológia, vezetéstudomány). Az andragógiával szoros együttműködésben lévő határ és résztudományok: gerontagógia, didaktika, neveléstörténet, művelődéstörténet, közművelődés stb.
A szó maga görög eredetű, jelentése felnőtt férfit vezetni (androsz = férfi, agó = vezet, irányít), és valószínűleg a pedagógus szó analógiájára született. A pedagógus eredetileg az a rabszolga volt, aki a gyerekeket (paisz) az iskolába és onnan haza kísérte (agó).

## Az andragógia története
Már a történelmi idők kezdetén folyt felnőtt-tanítás: mítoszok- és törvénymagyarázatok, erkölcs, Biblia és más vallásos szövegek magyarázása, értelmezése a felnőtt (férfiak) kiváltsága és egyben feladata volt. Módszeres felnőttoktatás a görög demokráciában a szofistákkal jelenik meg, akik retorikára, grammatikára, logikára tanították a felnőtteket.
Rotterdami Erasmus humanista személyiségkoncepciója, Comenius embernevelési felfogása az andragógiai gondolkodás ősforrásaiként említhetők. A könyvnyomtatással, az anyanyelvű könyvkiadással, az olvasni tudók kiszélesedésével megteremtődtek a felnőttek képzésének előfeltételei. Ezek eleinte a vallási nevelés szolgálatában álltak, később tartalmában is kiszélesedett és egyben mindenki számára hozzáférhetővé váltak.
Az intézményes felnőttképzés kezdetei:
A szervezett felnőttképzés a 18. században két irányba terjedt ki.
1. az első ipari forradalom teremtette új szükségletek: lakosság nagy része analfabéta, ami a gépek pontos használatát akadályozta
2. egyházi törekvések: a vallásos hit megerősítésének szándéka

Ekkoriban terjedtek el a Vasárnapi iskolák, melyek kezdetben gyermek-istentiszteletek voltak, majd később a felnőttekre is kiterjedtek. 1798-ban Nottinghamban önálló felnőttiskola kezdte meg működését. A felnőttképzés intézményesülésében nagy előrelépés a 19. század közepe táján ment végbe. A felvilágosodás során új meglátás került előtérbe: az emberek közti különbségnek legfőbb oka a tudatlanság – ez művelődéssel megszüntethető.
Az önművelés legfontosabb eszköze az elmúlt egy-két évszázadban a könyv volt. Elterjednek az olvasókörök, hálózatokká szerveződnek a kölcsönkönyvtárak. A skandináv országokban, majd Európa-szerte kifejlődik a népfőiskolai mozgalom, amelynek létrejöttében Grundtvig nak volt nagy szerepe.
A rohamos ipari fejlődés meghatározó – a gépek kezelése szakértelmet kíván. A munkásszövetségek és pártok mindenütt felnőttképzési funkciókat töltenek be. A 19. századig az andragógia teljes egységben működött a pedagógiával, fel sem merült, hogy eltérő szükségletei és sajátosságai lennének a felnőttek tanításának, mint a gyerekének. Míg a II. világháború után viszonylag önálló tudománnyá vált.
Franz Pöggeler 1957-ben Bevezetés az andragógiába címmel írt egy művet, amelyben különválasztotta:
pedagógia:a felnövekvő nemzedék nevelésével és oktatásával foglalkozó tudomány
andragógia: felnőttekkel foglalkozó tudomány
gerontológia: az öregekkel való sajátos foglalkozást vizsgálja és nyújt segítséget
A kialakuló új tudomány nagy kérdése, hogy ki a felnőtt? Számos elmélet létezik a "felnőttség" meghatározására (életkor, életszakasz, életválság stb.)

## Az andragógia alapelvei
Malcolm Knowles a pedagógiai és andragógiai folyamatok és módszertan között tesz különbséget. A leglényegesebbek pontok:
1. A felnőtt, a gyerekkel szemben, önálló, önirányító személyiség, de ha gyermekként kezelik, úgy is viselkedik. A felnőttek önirányítási képességéből adódik, hogy a tanulás sikeressége miatti felelősség nem csak a tanárt terheli, hanem a tanulót is. Építeni kell az önálló tanulásra a megfelelő segítség és irányítás mellett. Ehhez szükséges módszer a párbeszéd, a visszacsatolás és a személyre szabott értékelés. Feladat: Az önirányítás képességének kifejlesztése. (Míg a pedagógiában a tanuló függő személyiség. A tanár dönti el, hogy mit, mikor és hogyan tanuljon és az értékelést is ő végzi. Jellemző módszer az előadás, bemutatás.)
2. A felnőtt tanulók rendelkeznek az életről, a szakmáról számos tapasztalattal, ami hasznos tanulási forrás lehet, ugyanakkor meg is nehezítheti az új tudástartalom befogadását. A felnőttek tapasztalatainak létéből következik, hogy a felnőttképzésben az előadói módszerek helyett a párbeszéd, illetve a csoportos módszerek kiemelt fontosságúak, hiszen ily módon a csoport tagok egymástól is tanulhatnak. Feladat: Nyílttá kell tenni a tapasztalatokat. (Míg a gyerekek kevés tapasztalattal rendelkeznek a világról, így azokra kevésbé lehet építeni.)
3. A felnőttek tanulása szükséglet-központú, hiszen a valamilyen meglévő probléma megoldására törekszik, az új ismeret elsajátítása számára az életgyakorlat segítője. Szükséges, hogy a tananyag is élet- illetve feladatközpontú és problémaorientált legyen. Feladat: A tudásszükséglet fejlesztése. (A pedagógiában inkább a tárgyközpontúság a jellemző és a tantárgyak logikája a vezető motívum.)
4. A felnőtteket belső tényező motiválja: önbecsülés, önmegvalósítás, meg akarnak felelni az új kihívásoknak. (A gyerekek inkább külső nyomásra, motivációra tanulnak.)

## A távoktatás fogalmai

### A d-learning (távoktatás definíciója)
A távoktatás egy olyan szisztematikusan létrehozott rendszer, melyet úgy alakítottak ki, hogy az rugalmas legyen, és a kevesebb időkerettel rendelkező tanulni vágyók számára is megteremtse a lehetőséget a fejlődésre. Továbbá segít áthidalni olyan esetlegesen problémát jelentő adottságokat, mint például földrajzi elhelyezkedés, vagy gazdasági, esetleg szociális helyzet. Ez az oktatási forma alkalmas továbbá arra is, hogy kielégítse a mai felgyorsult világ szakképzések megszerzésével szemben támasztott igényeket. Olvasható ez a megfogalmazás a „JOGKLINIKA és STREET LAW ALAPÍTVÁNY” Távoktatási program kidolgozása című kiadványában.

### Az e-learning definíciója
Az e-learning egy olyan tanulási forma, melynek alapjai az infokommunikációs eszközök, amelyek általában sokak számára elérhetőek, nyitottak, hálózaton keresztül hozzáférhetőek. És van még egy nagy előnye, hogy nem függ a tér és az idő korlátaitól. Az e-learning egy olyan keretrendszert alkot, amely a tanulási, ismeretátadási módszereket, a számítógépes interaktív oktatószervert, a tutor és a tanuló közötti interakciót egy általános keretrendszerbe foglalva teszi elérhetővé a szolgáltatást igénybe vevők számára. Gyakran kezelik szinonim fogalmakként az e-learninget az online-tanulással, a multimédia alapú tanítással, illetve a „Computer Based Training”-gel, ami nem más, mint a számítógéppel támogatott tanulási forma.

### Az m-learning fogalma
Ahogy az a www.m-learning.org weboldalon olvasható, az m-learning (mobil tanulás) fogalmát megalkotni nem volt könnyű, és egyetértésre a definíció kapcsán nagyon sokáig nem jutottak. Ennek alapvetően két nyomós indoka van: az egyik, hogy az m-learning fejlődése igen gyors, felezési ideje szinte másodpercre pontosan megegyezik a technikai vívmányok fejlődésének sebességével. A másik ok pedig, hogy az m-learning működése akkor a leghatékonyabb, ha valaminek a részeként működhet.

## Az andragógia belső rendszere
1. Iskola rendszerű felnőttoktatás
- minden iskolai aktivitás, ami állami végzettséghez kapcsolódik (dolgozók általános iskolája, gimnáziuma, szakközépiskolája, posztszekunderi, posztgraduális, graduális képzés)
- pótló, segítő, vezető funkció

2. a személyzeti munka andragógiája
- munkaerőpiachoz kapcsolódik
- cél: rendelkezésre álljon a szervezeti stratégiát támogató humán erőforrás

3. a szociális munka andragógiája
- a hátrányos helyzetű felnőttek fejlesztésével foglalkozik
- az andragógia pótló funkcióját valósítja meg

4. kriminál andragógia
- az elítéltek reszocializációs és reedukációs folyamatokkal foglalkozik
- kezd leválni a szociális munka andragógiáról

5. a tanácsadás andragógiája
- felnőttnevelési funkció
- főleg távoktatásban (mentor, tutor)
- szervezési folyamatok szervezésében is részt vesz ez a terület

T.T. ten Have felosztása (holland)
1. általános és elméleti
2. andragógiai technológia
3. andragógiai kutatás módszertana
4. szak-andragógiák

- andragógia: a felnőttel való tényleges foglalkozás
- andragógika: alapelvek, eszmék, módszerek együttese
- agológia: a munka általános tudománya
- andragológia: tudomány, amely az andragógiát és az andragógikát tanulmányozza

## A magyar felnőttképzés törvényi szabályozása
- A 2001. évi CI törvény a felnőttképzésről
- 2/2010. (II. 16.) SZMM rendelet a felnőttképzési tevékenység megkezdésének és folytatásának részletes szabályairól
- 22/2004. (II. 16.) Korm. Rendelet a felnőttképzést folytató intézmények és a felnőttképzési programok akkreditációjának szabályairól
- 24/2004. (VI. 22.) FMM rendelet az akkreditációs eljárás és követelményrendszer részletes szabályairól
- 1997. évi CXL. törvény a muzeális intézményekről, a nyilvános könyvtári ellátásról és a közművelődésről
- 1/2000. (I. 14.) NKÖM rendelet a kulturális szakemberek szervezett képzési rendszeréről, követelményeiről és a képzés finanszírozásáról

## Képzést indító felsőoktatási intézmények
- Budapesti Gazdasági Főiskola
- Debreceni Egyetem - Bölcsészettudományi Kar
- Debreceni Egyetem - Gyermeknevelési és Felnőttképzési Kar
- Dunaújvárosi Főiskola
- Eötvös József Főiskola - Pedagógiai Fakultás
- Eszterházy Károly Főiskola - Tanárképzési és Tudástechnológiai Kar
- Eötvös Loránd Tudományegyetem - Pedagógiai és Pszichológiai Kar
- Kaposvári Egyetem - Pedagógiai Kar
- Kodolányi János Főiskola
- Nyíregyházi Főiskola - Gazdasági és Társadalomtudományi Kar
- Nyugat-magyarországi Egyetem - Apáczai Csere János Kar
- Nyugat-magyarországi Egyetem - Geoinformatikai Kar
- Nyugat-magyarországi Egyetem - Művészeti, Nevelés- és Sporttudományi Kar
- Pázmány Péter Katolikus Egyetem - Vitéz János Kar
- Pécsi Tudományegyetem - Felnőttképzési és Emberi Erőforrás Fejlesztési Kar
- Szent István Egyetem - Alkalmazott Bölcsészeti Kar
- Szent István Egyetem - Gazdasági Kar
- Szent István Egyetem - Gazdaság- és Társadalomtudományi Kar
- Szegedi Tudományegyetem - Juhász Gyula Pedagógusképző Kar
- Zsigmond Király Főiskola

## Ajánlott olvasmányok
- Durkó Mátyás: Andragógia
- Zrinszky László: A felnőttképzés tudománya ISBN 9789637315121
- Henczi Lajos (szerk.): A felnőttoktató, Nemzeti Tankönyvkiadó, Budapest. 2009. ISBN 9789631967982
- Kraiciné Dr. Szokoly Mária: Felnőttképzési módszertár ISBN 9639494682
- A Német Népfőiskolai Szövetség Felnőttoktatás, továbbképzés és élethosszig tartó tanulás kiadványsorozatának kötetei:
  - 1. Werner Baumann/Erhard Schlutz/Klaus Senzky/Hans Tietgens: Bevezetés felnőttoktatási tanfolyamvezetők számára
  - 2. Vekerdi László: "A Tudománynak háza vagyon"
  - 3. Herbert Bohn/Richard Stang (szerk.): Gazdaságosság és ahogy a továbbképzési intézmények látják magukat
  - 4. Diósi Pál: Szabad csapatok? Budapesti népművelők magukról szakmájukról és kilátásaikról
  - 5. Ekkehard Nuissl/Antje von Rein: A továbbképzési intézmények PR-tevékenysége
  - 6. Jörg Knoll: Tanfolyam- és szeminárium-módszertan. Gyakorlókönyv tanfolyamok, szemináriumok, munka- és beszélgetőcsoportok alakításához
  - 7. Herbert Bohn/Christine Schumann/Richard Stang (szerk.): Nyelvek
  - 8. Bánfalvy Csaba/Pordány Sarolta (szerk.): Munkanélküli fiatalok és pályakezdők képzése
  - 9. Lendvai L. Ferenc (szerk.): Demokrácia, Pluralizmus, Tolerancia. Miskolci Nyári Egyetem, 1996
  - 10. Herbert Bohn/Richard Stang (szerk.): Ifjúsági- és felnőttoktatás
  - 11. Falvay Károly: Lélektől lélekig. Balatoni Népfőiskola Siófokon 1946-49
  - 12. Bernd Weidenmann: Sikeres tanfolyamok és szemináriumok. Professzionális tanulás felnőttekkel
  - 13. Csoma Gyula/Herbai Ágnes/Juhász Nagy Ágnes/Sári Mihály (szerk.): A magyar felnőttoktatás mai helyzete. Országos konferencia TIT-Stúdió, 1997
  - 14. Heribert Hinzen/Koltai Dénes (szerk.): A felnőttoktatás jövője – a jövő felnőttoktatása
  - 15. Wolfgang Hovestädt: Önszervezés. Le az időhiánnyal: Hogyan könnyíthetjük meg a munkánkat
  - 16. Peter Faulstich/Rudi Rohlmann (szerk.): Felnőttoktatás mint szakma
  - 17. Diósi Pál: Ex Lex 97. Népművelők magukról, foglalkozásukról és távlataikról
  - 18. Maróti Andor/Rubovszky Kálmán/Sári Mihály (szerk.): A magyar felnőttoktatás története című országos konferencia dokumentumai. Debrecen 1997 október 6-8
  - 19. Gelencsér Katalin (szerk.): Művelődéstörténet I–II.
  - 20. Walter Leirman: Négyféle nevelési kultúra
  - 21. Durkó Mátyás: Andragógia
  - 22. Hans Georg Lößl: Törvényhozás és intézményesítés. A felnőttoktatás tervezése és marketingje
  - 23. Heribert Hinzen/Koltai Dénes (szerk.): Felnőttoktatás az ezredfordulók. Perspektívák, tapasztalatok, dokumentumok
  - 24. Horváthné B. Mária/Pordány Sarolta (szerk.): Tanulás, művelődés és szabadidő időskorban.
  - 25. Kiss Tamás: A népművelőtől a kulturális menedzserig. Fejezetek a népművelőképzés fejlődéstörténetéből